# 萩田博
萩田 博（はぎた ひろし、1956年10月 - ）は、日本の言語学者、文学者。専門は、ウルドゥー語学・文学、パンジャービー語学・文学。元東京外国語大学大学院准教授。

## 略歴
- 1979年3月 東京外国語大学外国語学部インド・パーキスターン語学科卒業
- 1981年3月 東京外国語大学大学院外国語学研究科アジア第二言語専攻修士課程修了
- 1981年4月 東京外国語大学外国語学部 助手
- 1988年4月 同 講師
- 2004年4月 同 助教授
- 2009年4月 東京外国語大学総合国際学研究院 准教授（言語文化部門・言語研究系、大学院重点化に伴う配置換え）
- 2021年3月 東京外国語大学定年退職

## 著書
- 『基礎パンジャービー語読本』、大学書林、2002年
- 『基礎パンジャービー語』、大学書林、1996年
- 『アジア理解講座1996年度第1期「ウルドゥー文学を味わう」報告書』、国際交流基金アジアセンター、1996年
- 萩田博「土井久彌氏、鈴木斌氏旧蔵寄贈文献について (南アジア・東南アジア関係史資料収集事業紹介)」『史資料ハブ : 地域文化研究 : 東京外国語大学大学院地域文化研究科21世紀COEプログラム「史資料ハブ地域文化研究拠点」』第6巻、文部科学省21世紀COEプログラム「史資料ハブ地域文化研究拠点」総括班、2005年、123-125頁、hdl:10108/26267、ISSN 1348-3250、NAID 120000992685、2022年12月23日閲覧。